# Sátorhely
Sátorhely é uma vila da Hungria, situada no condado de Baranya. Tem 17,6 km² de área e sua população em 2019 foi estimada em 588 habitantes.